# Monotagma juruanum
Monotagma juruanum är en strimbladsväxtart som beskrevs av Ludwig Eduard Loesener. Monotagma juruanum ingår i släktet Monotagma och familjen strimbladsväxter. Inga underarter finns listade.